# Reka Pečarič
Reka Pečarič (...) è un'ex sciatrice alpina slovena che gareggiò per la nazionale jugoslava.

## Biografia
Reka Pečarič vinse il titolo nazionale jugoslavo nella discesa libera nel 1978; non debuttò in Coppa del Mondo e non prese parte a rassegne olimpiche o iridate.

## Palmarès

### Campionati jugoslavi
- 1 oro (discesa libera nel 1978)[1]